# Seven de Hong Kong 2008
El Seven de Hong Kong de 2008 fue la trigésima tercera edición del torneo de rugby 7, fue el quinto torneo de la temporada 2007-08 de la Serie Mundial Masculina de Rugby 7.
Se disputó en la instalaciones del Hong Kong Stadium.

## Fase de grupos

### Grupo A
| Equipo         | Encuentros | Encuentros | Encuentros | Encuentros | Tantos  | Tantos    | Tantos     | Puntos |
| Equipo         | jugados    | ganados    | empatados  | perdidos   | a favor | en contra | diferencia | Puntos |
| -------------- | ---------- | ---------- | ---------- | ---------- | ------- | --------- | ---------- | ------ |
| Nueva Zelanda  | 3          | 3          | 0          | 0          | 135     | 12        | +123       | 9      |
| Estados Unidos | 3          | 2          | 0          | 1          | 71      | 85        | -14        | 7      |
| Túnez          | 3          | 1          | 0          | 2          | 87      | 69        | +18        | 5      |
| China Taipéi   | 3          | 0          | 0          | 3          | 27      | 154       | -127       | 3      |

Nota: Se otorgan 3 puntos al equipo que gane un partido, 2 al que empate y 1 al que pierda

### Grupo B
| Equipo     | Encuentros | Encuentros | Encuentros | Encuentros | Tantos  | Tantos    | Tantos     | Puntos |
| Equipo     | jugados    | ganados    | empatados  | perdidos   | a favor | en contra | diferencia | Puntos |
| ---------- | ---------- | ---------- | ---------- | ---------- | ------- | --------- | ---------- | ------ |
| Inglaterra | 3          | 3          | 0          | 0          | 78      | 24        | +54        | 9      |
| Samoa      | 3          | 2          | 0          | 1          | 76      | 26        | +50        | 7      |
| Canadá     | 3          | 1          | 0          | 2          | 77      | 60        | +17        | 5      |
| Sri Lanka  | 3          | 0          | 0          | 3          | 14      | 135       | -121       | 3      |

### Grupo C
| Equipo    | Encuentros | Encuentros | Encuentros | Encuentros | Tantos  | Tantos    | Tantos     | Puntos |
| Equipo    | jugados    | ganados    | empatados  | perdidos   | a favor | en contra | diferencia | Puntos |
| --------- | ---------- | ---------- | ---------- | ---------- | ------- | --------- | ---------- | ------ |
| Sudáfrica | 3          | 3          | 0          | 0          | 107     | 21        | +86        | 9      |
| Argentina | 3          | 2          | 0          | 1          | 66      | 24        | +42        | 7      |
| Rusia     | 3          | 1          | 0          | 2          | 24      | 93        | -69        | 5      |
| Japón     | 3          | 0          | 0          | 3          | 24      | 83        | -59        | 3      |

### Grupo D
| Equipo        | Encuentros | Encuentros | Encuentros | Encuentros | Tantos  | Tantos    | Tantos     | Puntos |
| Equipo        | jugados    | ganados    | empatados  | perdidos   | a favor | en contra | diferencia | Puntos |
| ------------- | ---------- | ---------- | ---------- | ---------- | ------- | --------- | ---------- | ------ |
| Fiyi          | 3          | 3          | 0          | 0          | 99      | 21        | +78        | 9      |
| Gales         | 3          | 2          | 0          | 1          | 68      | 20        | +48        | 7      |
| Zimbabue      | 3          | 1          | 0          | 2          | 35      | 81        | -46        | 5      |
| Corea del Sur | 3          | 0          | 0          | 3          | 17      | 97        | -80        | 3      |

### Grupo E
| Equipo   | Encuentros | Encuentros | Encuentros | Encuentros | Tantos  | Tantos    | Tantos     | Puntos |
| Equipo   | jugados    | ganados    | empatados  | perdidos   | a favor | en contra | diferencia | Puntos |
| -------- | ---------- | ---------- | ---------- | ---------- | ------- | --------- | ---------- | ------ |
| Kenia    | 3          | 3          | 0          | 0          | 85      | 14        | +71        | 9      |
| Portugal | 3          | 1          | 0          | 2          | 57      | 55        | +2         | 5      |
| Escocia  | 3          | 1          | 0          | 2          | 45      | 48        | -3         | 5      |
| China    | 3          | 1          | 0          | 2          | 29      | 99        | -70        | 5      |

### Grupo F
| Equipo    | Encuentros | Encuentros | Encuentros | Encuentros | Tantos  | Tantos    | Tantos     | Puntos |
| Equipo    | jugados    | ganados    | empatados  | perdidos   | a favor | en contra | diferencia | Puntos |
| --------- | ---------- | ---------- | ---------- | ---------- | ------- | --------- | ---------- | ------ |
| Australia | 3          | 3          | 0          | 0          | 58      | 39        | +19        | 9      |
| Francia   | 3          | 1          | 1          | 1          | 54      | 45        | +9         | 6      |
| Tonga     | 3          | 1          | 0          | 2          | 78      | 43        | +35        | 5      |
| Hong Kong | 3          | 0          | 1          | 2          | 38      | 101       | -63        | 4      |

## Fase Final

### Cuartos de final
| 30 de marzo | Nueva Zelanda | 26 - 7 | Gales |  |  |

| 30 de marzo | Kenia | 0 - 10 | Fiyi |  |  |

| 30 de marzo | Sudáfrica | 19 - 14 | Australia |  |  |

| 30 de marzo | Samoa | 17 - 12 | Inglaterra |  |  |

### Semifinal
| 30 de marzo | Nueva Zelanda | 34 - 0 | Fiyi |  |  |

| 30 de marzo | Sudáfrica | 12 - 10 | Samoa |  |  |

### Final
| 30 de marzo | Nueva Zelanda | 26 - 12 | Samoa |  |  |

| Bandera de Nueva Zelanda |
| Campeón Nueva Zelanda    |
| 5º título del circuito   |